# Luis Alonso Schökel

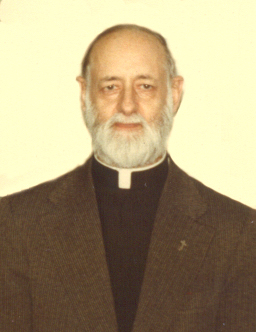
Luis Alonso Schökel

Luis Alonso Schökel SJ (* 15. Februar 1920 in Madrid; † 10. Juli 1998 in Salamanca) war ein spanischer Bibelwissenschaftler und Professor für Alttestamentliche Wissenschaft.

## Leben und Werk
Alonso Schökel interessierte sich bereits früh für Sprachen, besonders für die klassischen Sprachen Latein und Altgriechisch, dann für das Spanische und letztlich auch für das Hebräische. 1957 schrieb er am Päpstlichen Bibelinstitut die Dissertation Estudios de poética hebrea, Barcelona 1963 (erweiterte Ausgabe).
Von 1957 bis zu seinem Tod lebte er am Päpstlichen Bibelinstitut in Rom. Hier wirkte er bis zu seiner Emeritierung 1995 als Professor für Theologie des Alten Testamentes und Hermeneutik. Er wurde ein hochgeschätzter Bibelübersetzer und Bibelinterpret. Sein Spezialgebiet war die biblische Weisheitsliteratur.